# Roemeens voetbalkampioenschap 1912/13
In 1912/13 werd het vierde kampioenschap in Roemenië georganiseerd. Voor het eerst kwamen er meer dan drie teams aan de start. Colentina werd voor het eerst kampioen.

## Eindstand
| Plaats | Team                       | Wed. | W | G | V | Doelpunten | Verschil | Ptn |
| ------ | -------------------------- | ---- | - | - | - | ---------- | -------- | --- |
| 1      | Colentina Boekarest        | 4    | 4 | 0 | 0 | 20 : 0     | +20      | 18  |
| 2      | Bukarester FC              | 3    | 1 | 0 | 2 | 07 : 07    | ±0       | 13  |
| 3      | Cercul Atletic Boekarest   | 4    | 3 | 0 | 1 | 15 : 04    | +11      | 12  |
| 4      | United AC Ploiești         | 3    | 2 | 0 | 1 | 06 : 05    | +01      | 8   |
| 5      | Olimpia Boekarest          | 3    | 2 | 1 | 0 | 16 : 05    | +11      | 7   |
| 6      | Uniunea Sportivă Boekarest | ?    | ? | ? | ? | ?          | ?        | 2   |